# Mathematical Notes
Ne doit pas être confondu avec Edinburgh Mathematical Notes.
Mathematical Notes est une revue mathématique à évaluation par les pairs publiée par  Springer Science+Business Media au nom de l'Académie des sciences de Russie qui couvre tous les aspects des mathématiques. Elle est la traduction anglaise de la revue russe  Matematicheskie Zametki (en russe : Математические заметки) et paraît en même temps que la version russe.

## Description
La revue publie des articles originaux en algèbre, géométrie, théorie des nombres, analyse fonctionnelle, logique, théorie des ensembles et théorie de la mesure, topologie, probabilité et stochastique, géométrie différentielle et non commutative, théorie des opérateurs et théorie des groupes, méthodes asymptotiques et d'approximation, mathématiques financières, équations linéaires et non linéaires, théorie ergodique et spectrale, algèbres d'opérateurs, et également physique théorique. Le journal contient une section particulière appelée Short Communications ; les contributions à cette section doivent être proposées par le comité éditorial de la revue. 
La revue a été créée en 1967 avec le titre Mathematical Notes of the Academy of Sciences of the USSR ; elle a pris son titre actuel en 1991. Le rédacteur en chef est, en 2020,  Victor P. Maslov (en) secondé par Sergei Yu. Dobrokhotov et Andrei A. Skalikov, coordonné par Sergei I. Bezrodnykh. L'éditeur adjoint pour la traduction anglaise est N. K. Kulman.

## Impact
D'après le  Journal Citation Reports, la revue avait, en 2011, un facteur d'impact de 0,295. Le site de la revue indique, pour 2018, le facteur 0,612. La version anglais est référencée par les bases de données usuelles du groupe Springer, et notamment MathSciNet et Zentralblatt MATH. Environ 180 articles sont publiés chaque année, totalisant plus de 1000 pages.